# 灌丛黄耆
灌丛黄耆（学名：Astragalus dumetorum）为豆科黄芪属的植物，是中国的特有植物。分布在中国大陆的四川、云南等地，生长于海拔3,900米的地区，常生长在山坡草地，目前尚未由人工引种栽培。